# 让-弗朗索瓦·雷韦尔
让-弗朗索瓦·雷韦尔（法語：Jean-François Revel，1924年1月19日—2006年4月30日）法国哲学家、记者和作家。雷韦尔是一位著名的公共知识分子，年轻时是一名社会主义者，但后来成为欧洲古典自由主义和自由市场经济学的支持者。1998年6月后，他成为法兰西学术院院士。他最著名的作品是1970年《没有马克思或耶稣：新的美国革命已经开始》。马蒂厄·里卡尔和尼古拉·雷韦尔是他的儿子。